# Король Пекос
«Король Пекос» (англ. King of the Pecos) — вестерн 1936 року режисера Джозефа Кейна з Джоном Вейном та Мюріель Еванс у головних ролях.

## У ролях
- Джон Вейн - Джон Клейборн
- Мюріель Еванс - Белль Джексон
- Сай Кендалл - Олександр Стайлз
- Джек Кліффорд - Хенчман Еш
- Артур Ейлсворт - Хенк Метьюз
- Герберт Гейвуд - Джош Біллінгс
- Дж. Франк Глендон - юрист Брюстер
- Едвард Герн - Елі Джексон
- Джон Бек- містер Клейборн
- Мері Макларен - місіс Клейборн
- Бредлі Меткалф - Маленький Джон
- Якіма Канутт - Піт